# Райхенау (Баден-Вюртемберг)
Райхенау (нім. Reichenau) — громада в Німеччині, знаходиться в землі Баден-Вюртемберг. Підпорядковується адміністративному округу Фрайбург. Входить до складу району Констанц.
Площа — 12,72 км2. Населення становить 5360 ос. (станом на 31 грудня 2020).